# Mese draconico
Il mese draconico è il tempo che impiega la Luna per passare per lo stesso nodo. Detto tempo è pari a 27 giorni, 5 ore, 5 minuti e 35,865 secondi.

## Descrizione
L'orbita lunare giace in un piano che risulta inclinato di circa cinque gradi rispetto a quello dell'eclittica. La linea di intersezione di questi due piani definisce due punti sulla sfera celeste, il nodo ascendente, cioè il punto in cui l'orbita lunare interseca l'eclittica durante il suo movimento dall'emisfero meridionale all'emisfero settentrionale, e il nodo discendente, cioè il punto in cui la Luna interseca il piano dell'eclittica passando dall'emisfero settentrionale all'emisfero meridionale.
Il mese draconico, o mese nodale, è l'intervallo tra due successivi transiti della Luna attraverso il suo nodo ascendente. A causa dell'attrazione gravitazionale del Sole, l'orbita lunare tende a ruotare verso ovest attorno al suo asse e di conseguenza i punti nodali ruotano gradualmente rispetto alla Terra. Come risultato il tempo che la Luna impiega per ritornare sullo stesso nodo è più corto del mese siderale; corrisponde infatti a 27,212220 giorni (pari a 27 giorni, 5 ore, 5 minuti e 35,865 secondi) mentre il mese siderale corrisponde a 27,32166 giorni.
Il piano dell'orbita lunare compie l'intero ciclo di precessione in 18,6 anni.
A causa dell'inclinazione dell'orbita lunare rispetto al piano dell'eclittica, l'allineamento di Sole, Terra e Luna è possibile  solo quando la Luna si trova ad uno dei suoi nodi e questo rende possibili le eclissi di luna. 

## Simboli ed etimologia
Il simbolo del nodo ascendente è  (Unicode: U+260A, ☊), mentre il simbolo del nodo discendente è  (Unicode: U+260B, ☋).  
Nel medioevo e fino quasi ai giorni nostri, i nodi ascendente e discendente erano rispettivamente chiamati testa del drago  (in latino: caput draconis, in arabo: ra's al-jauzahar) e coda del drago (cauda draconis)., p. 141; , p. 245. Erano anche indicati come ganzaar, genzahar, geuzaar and zeuzahar, parole derivate da improprie trascrizioni della dizione araba., pp. 196–197; , p. 65; , pp. 95–96.
Ove era in uso la terminologia greca, si utilizzavano le dizioni αναβιβάζων (anabibàzon) e καταβιβάζων (catabibàzon).
Dai riferimenti medievali al drago che inseguiva la Luna nella sua orbita, è derivata la dizione di mese draconico, cioè di mese legato all'inseguimento del drago.